# 河南北路
河南北路是中国上海市靜安区和虹口区南部的分界线。该路南北走向，南起北苏州路接河南路桥及河南中路，北至天目东路接宝山路。全长978米，宽20米到32米。

## 歷史
河南北路原名北河南路，为河南路（今河南中路）越过苏州河的向北延伸。此处近苏州河原有天后宫（河南北路3号）。1874年，闸北地方当局筑成自天后宫到七浦路的南半段。1876年英商怡和洋行沿此路铺设吳淞鐵路，在七浦路口设车站。不過次年吳淞鐵路即被清朝政府收购拆除，因此北河南路俗称为铁马路。同年，在南端苏州河上架设木桥，与河南路连通。1882年，上海公共租界工部局在南端北苏州路到天潼路段铺设碎石路面。到1893年分段修筑完成。1896年，上海公共租界工部局出资购得北河南路，20世纪初成为进出上海北站的交通要道，商业繁盛。1946年改名为河南北路。

## 交会道路（南向北）
- 北苏州路
- 天潼路
- 七浦路
- 塘沽路
- 海宁路
- 安庆路
- 武进路
- 东新民路、天目东路